# La Periquera
La Periquera es uno de los edificios históricos más emblemáticos de la ciudad de Holguín, Cuba. Se encuentra ubicado justo al frente del Parque Calixto García, antigua Plaza de Armas, en el centro de la urbe. Su construcción data del siglo XVIII y ha tenido diversos usos a lo largo de su historia, desde almacén militar hasta sede gubernamental y, en la actualidad, como sede del Museo Provincial de Historia. Fue declarado Monumento Nacional de Cuba en 1978.
El nombre popular de "La Periquera" proviene de la época colonial, cuando el edificio era custodiado por soldados españoles cuyas vestimentas coloridas recordaban al plumaje de los periquitos, haciendo exclamar frases como ''salgan de la jaula, pericos''. Esta peculiaridad dio origen a la denominación coloquial que ha perdurado hasta nuestros días.

## Historia
La construcción de La Periquera se remonta al siglo XVIII, cuando fue concebida como almacén de víveres para las milicias coloniales de la región oriental de Cuba. Con el tiempo, su estructura fue adaptada para servir como Casa de Gobierno o Casa Consistorial, asumiendo funciones administrativas y políticas. Durante el siglo XIX, el edificio fue escenario de reuniones oficiales, actos públicos y acontecimientos cívicos relevantes que marcaron el desarrollo político y social del oriente cubano.
Durante la República (1902–1959), La Periquera continuó su función como sede de instituciones gubernamentales. En este periodo, su importancia como centro del poder local se consolidó, y fue testigo de múltiples acontecimientos políticos, sociales y culturales que influyeron en la vida holguinera.

## Museo Provincial de Historia
En 1980, el edificio fue convertido oficialmente en la sede del Museo Provincial de Historia de Holguín, institución cultural encargada de preservar el patrimonio histórico de la provincia. El museo ocupa las amplias salas y galerías de La Periquera, en las que se exhiben exposiciones permanentes sobre:
- Las culturas aborígenes precolombinas.
- El proceso de colonización española.
- Las guerras por la independencia cubana.
- Etapas del siglo XX, incluyendo la Revolución cubana.
- Arte decorativo, arqueología y etnografía regional.

El museo no solo cumple una función educativa y cultural, sino que también es sede de actividades académicas y turísticas, fortaleciendo su rol como centro de la identidad holguinera.

## Arquitectura
La arquitectura de La Periquera conserva elementos distintivos del estilo colonial cubano, entre los que destacan:
- Muros de piedra y cal, gruesos y sólidos, característicos de las edificaciones defensivas de la época.
- Columnas toscanas y arcos de medio punto, que confieren elegancia al diseño interior.
- Techos de tejas criollas, integrados a una estructura que ha sabido resistir el paso del tiempo.
- Una fachada sobria y simétrica, que contrasta con la riqueza espacial de su interior.

Las adaptaciones funcionales a lo largo de los siglos no han alterado de forma significativa su estructura básica, lo que le ha permitido conservar su valor arquitectónico original.

## El aldabón de La Periquera

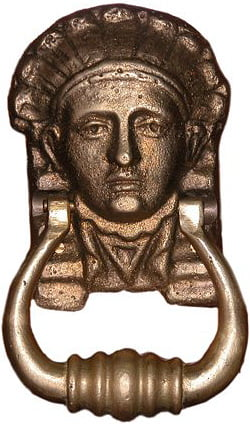
Aldabón de La Periquera.

En una de las puertas principales de La Periquera se conserva un antiguo aldabón de hierro forjado, considerado uno de los elementos más antiguos del edificio. Más allá de su funcionalidad original como llamador, este objeto ha adquirido valor simbólico y es motivo de leyendas locales y admiración por parte de visitantes y estudiosos del patrimonio.
El diseño del aldabón es sobrio pero robusto, acorde con el estilo colonial del inmueble. Se presume que fue fabricado por herreros locales en el siglo XVIII, y ha sobrevivido a múltiples renovaciones del edificio gracias a su sólida construcción y a los esfuerzos de preservación patrimonial. Algunos historiadores locales lo consideran un símbolo del poder civil colonial, ya que originalmente la puerta que lo portaba daba acceso a la zona donde se ubicaba la Casa de Gobierno o Consistorio.

### Significado cultural
Con el paso del tiempo, el aldabón ha pasado de ser un simple elemento arquitectónico a convertirse en una pieza emblemática del museo. En visitas guiadas, se destaca su antigüedad y se explica su relación con la historia política de la ciudad, ya que también se cree que por esa puerta entraban importantes autoridades civiles y militares de la época.
Hoy, el aldabón permanece visible y protegido como parte integral del patrimonio del edificio, siendo fotografiado con frecuencia por turistas y locales como un símbolo tangible del pasado colonial de Holguín.
Una réplica del aldabón original se emplea como símbolo oficial de reconocimiento y hospitalidad por parte de la ciudad de Holguín, y es entregada a personalidades cubanas y extranjeras que han realizado contribuciones significativas al desarrollo cultural, social o económico de la región. La distinción representa el aprecio y la amistad de la comunidad hacia quienes fortalecen la identidad local y promueven el progreso del territorio.

## Reconocimiento patrimonial
En 1978, La Periquera fue declarada oficialmente Monumento Nacional de Cuba, en reconocimiento a su valor histórico, arquitectónico y simbólico. Esta condición la convierte en uno de los principales atractivos culturales de la ciudad de Holguín y en un referente obligado para visitantes, investigadores y habitantes de la región.
Hoy en día, La Periquera no solo constituye un museo, sino también un espacio activo de memoria histórica, cultura y turismo. Su presencia frente al Parque Calixto García la posiciona como una pieza clave del centro histórico de Holguín, atrayendo a miles de visitantes cada año.

## Cultura popular

### Túnel entre La Periquera y la Loma de la Cruz

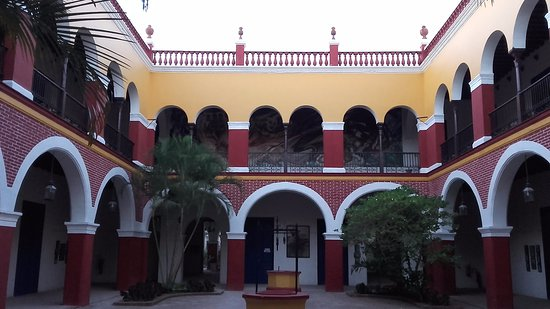
Patio interior donde se observa el pozo.

Una de las leyendas más persistentes en la cultura popular de Holguín es la supuesta existencia de un túnel subterráneo que conecta el pozo de La Periquera con la Loma de la Cruz. En realidad, este túnel fue parte de un antiguo acueducto y aljibe construido en la época colonial, que transportaba agua desde el río Marañón y abastecía a la Iglesia San Isidoro, San José, el hospital militar, el cuartel español y los fortines en la base de la loma. La leyenda romántica también relata la trágica historia de Ana Sánchez Roblejo y el oficial Serafín Iriostre, cuyos cuerpos fueron encontrados en el túnel tras una inundación provocada por el cierre accidental de compuertas. Se dice que el agua subía rápidamente y atrapó a la pareja; su tumba tenía en su día una inscripción que advertía:
“A Doña Ana Sánchez Roblejo que pudo morir en su lecho llena de virtudes y murió sin honra, en el túnel de La Periquera”
Aunque no se ha hallado evidencia de una conexión directa hacia la Loma de la Cruz, las crónicas y rumores se mantienen vivos en la tradición oral holguinera y continúan alimentando el imaginario cultural.

### Holguín, el pueblo más simpático
Otra pieza entrañable del acervo popular es la placa conmemorativa colocada en la fachada de La Periquera que conmemora el reconocimiento que Holguín recibió en 1922, al ser elegido como “el pueblo más simpático de Cuba”, superando las ciudades de Trinidad y Santa María del Rosario. Este galardón fue otorgado mediante votación popular en un concurso organizado por el periódico La Lucha, y la placa fue fijada como recuerdo de ese momento de orgullo local.
Esta placa ha permanecido en su sitio a pesar de los cambios históricos y ha sido restaurada junto al edificio, simbolizando la calidez, hospitalidad y carisma del pueblo holguinero.

## Galería de fotos

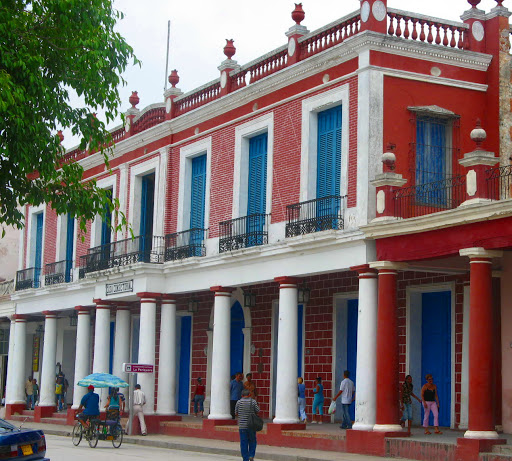
Fachada.
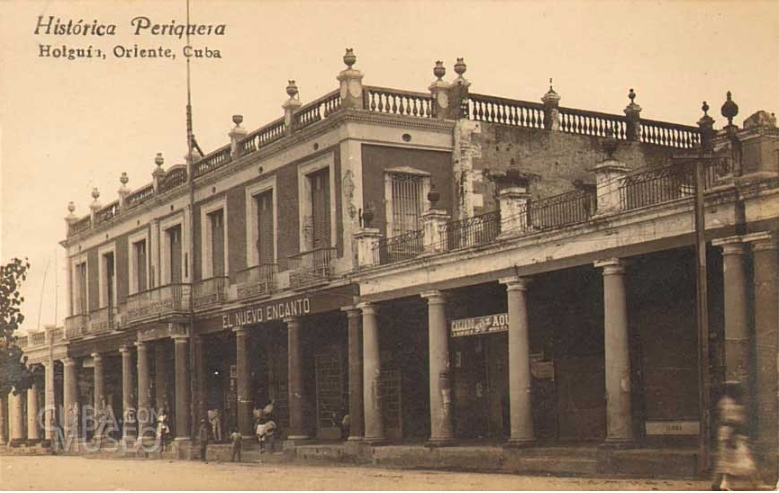
Foto antigua.
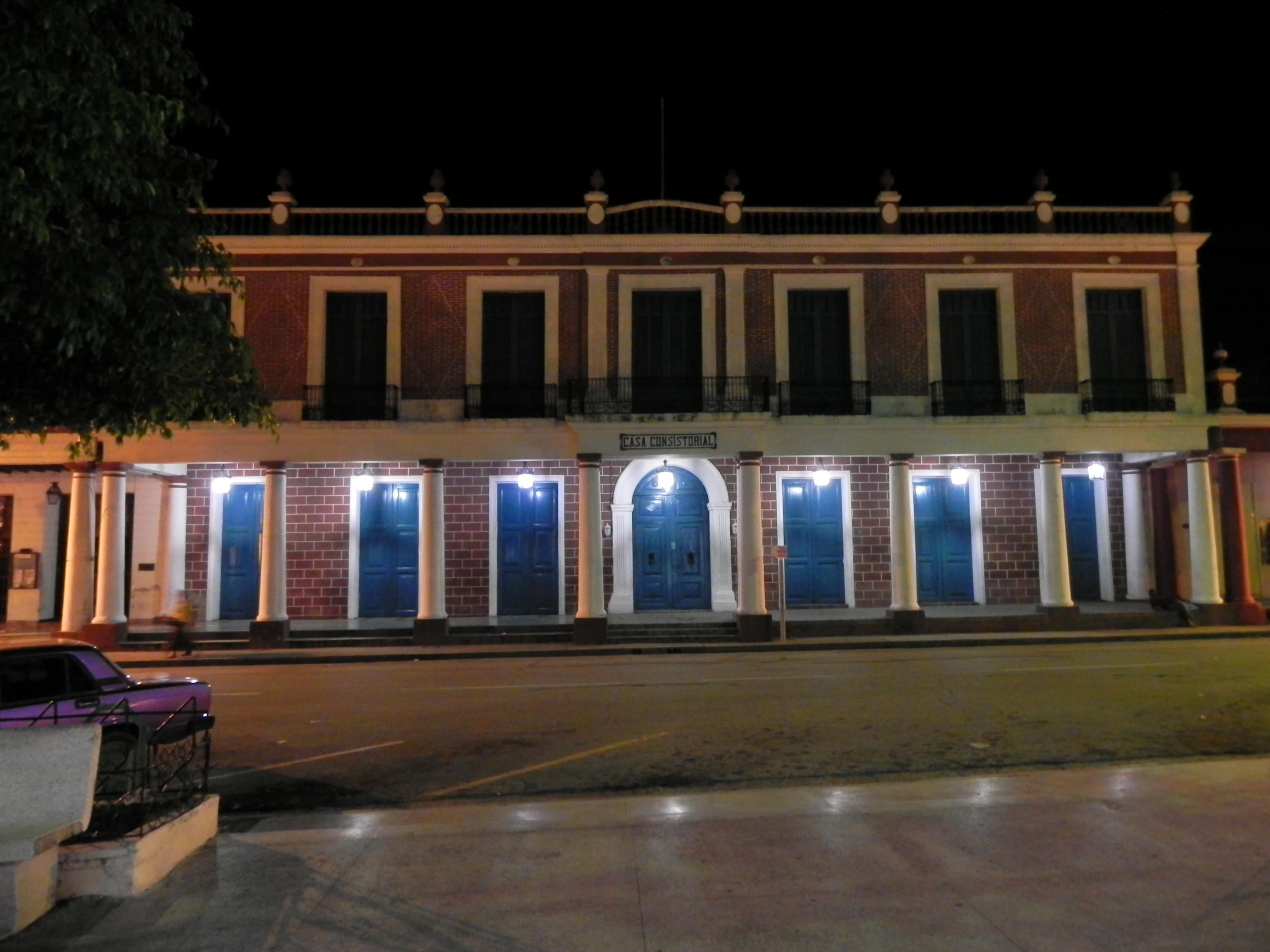
Imagen nocturna.
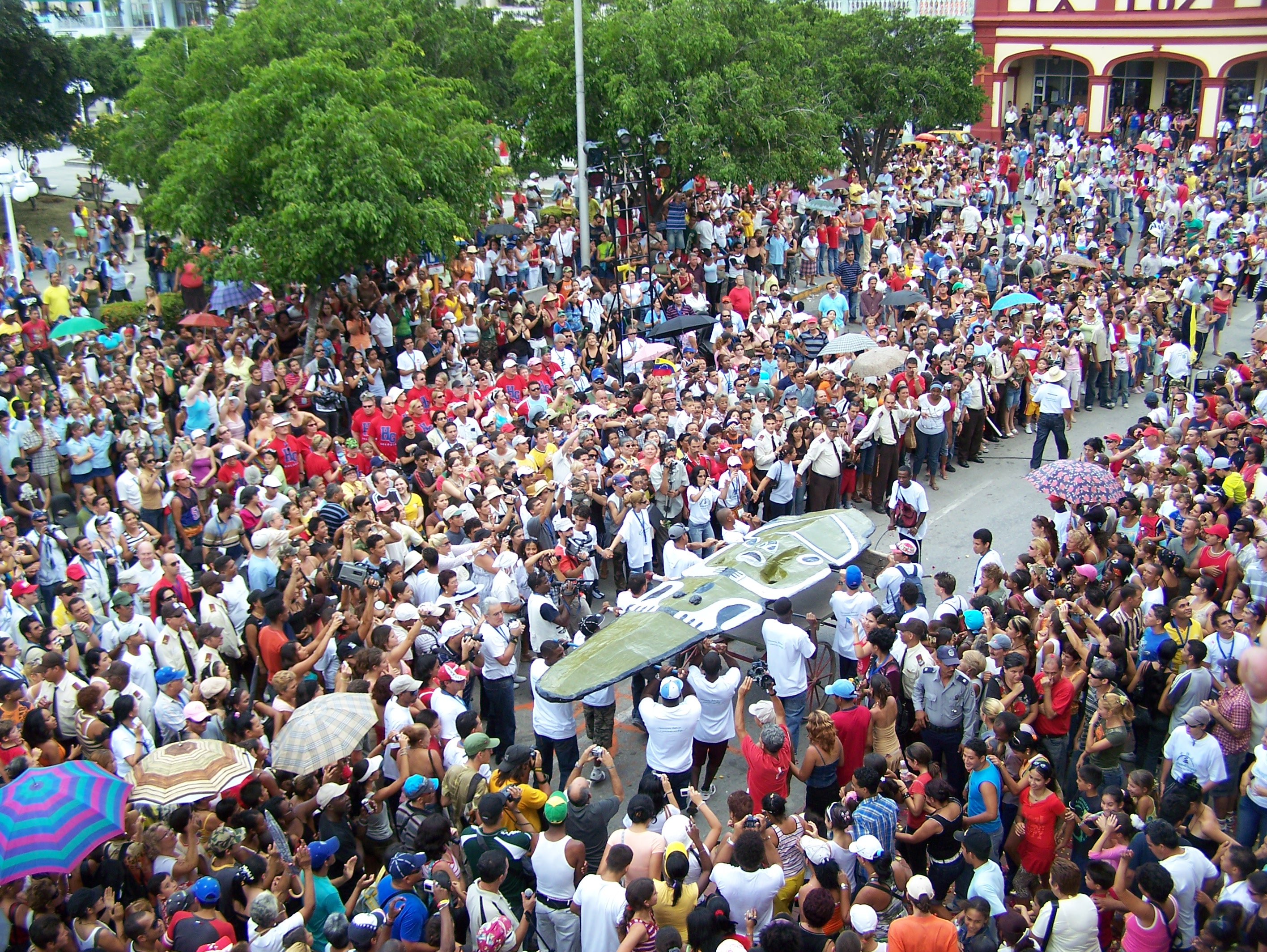
Desde uno de los balcones.